# Mals
Mals (wł. Malles Venosta) – miejscowość i gmina we Włoszech, w regionie Trydent-Górna Adyga, w prowincji Bolzano.

## Frazioni
W skład gminy Mals wchodzi dziesięć frazioni (wiosek, małych miejscowości, przysiółków): Alsack (Alsago), Burgeis (Burgusio), Schleis (Clusio), Laatsch (Laudes), Matsch (Mazia), Plawenn (Piavenna), Planeil (Planol), Schlinig (Slingia), Tartsch (Tarces) i Ulten (Ultimo).

## Demografia
Liczba mieszkańców miejscowości przedstawia się na przestrzeni lat następująco: w 1971 roku wynosiła 4694 osoby, w 1981 roku 4569, w 1991 roku 4608, w 2001 roku 4835, zaś w 2011 roku 5088.
Według spisu statystycznego z 2001 roku język niemiecki był językiem ojczystym dla 96,83%, włoski dla 3,08%, a ladyński dla 0,09% mieszkańców. Z kolei spis z 2011 roku wykazał, że ludność niemieckojęzyczna stanowiła 96,92% liczby mieszkańców, włoskojęzyczna 3,00%, zaś ladyńskojęzyczna 0,08%

## Sport
W Mals odbyły się konkurencje biegowe rozgrywanych w 2008 roku mistrzostw świata juniorów w narciarstwie klasycznym.